# Ореховец (дем Сяр)
Вижте пояснителната страница за други значения на Ореховец.
Ореховец или Раховица, Рахово, Оряхово (изписване до 1945 година: Орѣховецъ, Орѣхово, на гръцки: Μαρμαράς, Мармарас, до 1927 Ραχωβίτσα, Раховица) е село в Гърция, дем Сяр (Серес), област Централна Македония и има 42 жители (2001).

## География
Селото е разположено в южните склонове на планината Шарлия, на 15 километра северно от град Сяр (Серес) в долината на Бродската река край шосето Сяр - Горно Броди. Над селото е турската крепост Капаклия.

## История

### Етимология
Според Йордан Н. Иванов името е от орех с топонимична наставка и двойно ударение в говора. Жителското име е о̀реховча̀нин, о̀реховча̀нка, о̀реховча̀не.

### В Османската империя
В XIX век Ореховец е село в Сярска каза. Основно занятие на жителите му е въглищарството и дребното животновъдство. Според „Етнография на вилаетите Адрианопол, Монастир и Салоника“ в 1873 година в Ореховец (Oréhovets) има 58 домакинства и 200 жители българи.
В 1889 година Стефан Веркович („Топографическо-этнографическій очеркъ Македоніи“) пише за Ореховец:
| „ | Раховица или Ореховец: християнско село, лежащо на висок рид; 1 църква; жителите българи правят добър тютюн; отстои на 2 часа от града. | “ |

В статистическите си таблици Веркович отбелязва Раховица (Ореховец) като село със 118 български къщи.
В 1891 година Георги Стрезов определя селото като част от Баницакол и пише:
| „ | Ряховица, село на С от града и на СИ от Мертатово. Сградено на един висок връх, клон от Боздаг. И това село е прочуто със своя чисто планински въздух, със студените си води. Поради здравия му климат мнозина си прекарват лятото там. Земя за работа няма. В Ряховица има няколко фамилии власи, овчаре; овчаре има тъй също и от българите. Църква гръцка. Имало е гръцко училище; сега няма никакво. 80 къщи, 400 души, чисто българе. | “ |

Според статистиката на Васил Кънчов („Македония. Етнография и статистика“) в 1900 в Орѣхово (Ряхово) (Тахтали Кьой) има 440 жители българи християни и 30 власи. В първото десетилетие на XX век българското население на Ореховец е в лоното на Българската екзархия. По данни на секретаря на Екзархията Димитър Мишев („La Macédoine et sa Population Chrétienne“) в 1905 година в Оряховица (Oriahovitza) има 960 българи екзархисти и 30 власи, като в селото работи българско училище с 1 учител и 29 ученици.
В 1910 година според училищния инспектор към Българската екзархия в Сяр Константин Георгиев в Ореховец има църква, която е една от най-хубавите в околията и училище с 45 ученици всички момчета (най-голям брой на деца в забавачницата – 29) и учител Г. Попдимитров.
При избухването на Балканската война в 1912 година десет души от Ореховец са доброволци в Македоно-одринското опълчение.

### В Гърция
Към 1913 година в селото има 160 български къщи и 10 влашки в малка отделена махала. През Междусъюзническата война в 1913 година селото е разорено и опожарено от гръцката армия, а част от жителите му са избити. Цялото население бяга в България и се заселва в Мусомища (около 100 семейства), Неврокоп, Кричим, Пазарджик, Пловдив.
След войната селото попада в пределите на Гърция. В 1927 година селото е прекръстено на Мармарас.

## Личности
Родени в Ореховец
- Андон Вълков, македоно-одрински опълченец, 23-годишен, земеделец, III отделени, четата на Яким Траянов[14]
- Андон Качарков (1884 – 1944), български революционер
- Андрея Димитров (1880 – ?), македоно-одрински опълченец, Струмишката чета, 1 рота на 14 воденска дружина[15]
- Божко Николов (1880 – ?), македоно-одрински опълченец, 2 рота на 9 велешка дружина, носител на орден „За храброст“ IV степен[16]
- Димитър Иванов (1885/1886 – ?), македоно-одрински опълченец, четата на Михаил Чаков, 1 рота на 14 воденска дружина[17]
- Иван Константинов (1888 – ?), македоно-одрински опълченец, четата на Михаил Чаков, четата на Яким Траянов, 1 рота на 14 воденска дружина[18]
- Иван Филипов (1867 – 1930), български духовник и революционер от ВМОРО
- Кръстьо Захариев (1860 – 1899), български революционер
- Кръсто Иванов (1887 – ?), български революционер от ВМОРО, четник на Дончо Лазаров,[19] македоно-одрински опълченец, 14 воденска дружина[20]
- Марко Божанов (1877 – ?), македоно-одрински опълченец, 3 рота на 11 сярска дружина[21]
- Никола Димитров Попов (1887 – ?), македоно-одрински опълченец, учител, четата на Таско Спасов, 4 рота на 15 щипска дружина[22]
- Стефан Иванов (1894 – ?), македоно-одрински опълченец, четата на Георги Занков, 3 рота на 11 сярска дружина[23]